# Modjo
Modjo war ein französisches Pop-Duo, bestehend aus dem Produzenten Romain Tranchart und dem Sänger Yann Destal (mit bürgerlichem Namen Yann Destagnol). Ihr größter Erfolg war im Sommer 2000 die Single Lady (Hear Me Tonight).

## Geschichte
Romain Tranchart wurde in Paris geboren, zog mit seiner Familie nach Mexiko und Algerien und schließlich nach Brasilien. Dort erlernte er, inspiriert vom Jazz, das Gitarrespielen. Zurück in Paris spielte er in der Rockband Seven Tracks und hatte auch einige Auftritte in Pariser Clubs. Die Band trennte sich kurz darauf. Während dieser Zeit entdeckte er seine Liebe zur Housemusik. Durch Einfluss von DJ Sneak, Ian Pooley und vor allem Daft Punk veröffentlichte er im Jahr 1998 bei Vertigo Records unter dem Namen Funk Legacy seine erste eigene Single What You’re Gonna Do Baby. Später entschloss er sich, auf die American School of Modern Music (einem Ableger des Berkeley Institute of Music) in Paris zu gehen.
Yann Destagnol wurde ebenfalls in Paris geboren. Im Kindesalter lernte er Flöte und Klarinette. In seiner Jugend wurde er inspiriert durch die Beatles, die Beach Boys und David Bowie. Er lernte zudem Klavier- und Gitarrespielen. Auch begann er mit dem Schreiben und Komponieren eigener Songs.
Nachdem er als Schlagzeuger und teilweise als Sänger in einigen Bands gespielt hatte, traf er 1998 Romain Tranchart. Sie schlossen sich zusammen und Modjo war gegründet. Die beiden Musiker machten sich sofort an die Arbeit und es entstand Lady (Hear Me Tonight).
Das Gitarrenriff des Chic-Hits Soup for One, gepaart mit Disco- und Pop-Elementen, erreichte in Zeiten von Daft Punk und dem damit verbundenen French House im Spätsommer 2000 die Spitzenpositionen der europäischen Charts. In der Schweiz und in England reichte es sogar für Platz 1.
Das Lied blieb allerdings ein One-Hit-Wonder. Die Nachfolgesingles Chillin’ (2001) und What I Mean (2001) waren zwar noch in einigen Charts vertreten, erreichten jedoch hauptsächliche mittlere Platzierungen. Die letzten beiden Singles No More Tears (2001) und On Fire (2002) waren kommerziell erfolglos.
Die beiden Modjo-Protagonisten widmeten sich daraufhin ihren Solo-Projekten: Tranchart brachte Remixes unterschiedlicher Künstler heraus (darunter Golden Boys von Res, Sexy Lady von Shaggy oder California von Mylène Farmer) und Destagnol veröffentlichte das Album The Great Blue Scar, mit dem er in Frankreich sehr erfolgreich war.

## Diskografie

### Studioalben
| Jahr | Titel | Höchstplatzierung, Gesamtwochen, AuszeichnungChartplatzierungen (Jahr, Titel, Platzierungen, Wochen, Auszeichnungen, Anmerkungen) | Höchstplatzierung, Gesamtwochen, AuszeichnungChartplatzierungen (Jahr, Titel, Platzierungen, Wochen, Auszeichnungen, Anmerkungen) | Höchstplatzierung, Gesamtwochen, AuszeichnungChartplatzierungen (Jahr, Titel, Platzierungen, Wochen, Auszeichnungen, Anmerkungen) | Höchstplatzierung, Gesamtwochen, AuszeichnungChartplatzierungen (Jahr, Titel, Platzierungen, Wochen, Auszeichnungen, Anmerkungen) | Anmerkungen                              |
| Jahr | Titel | DE | AT | CH | FR | Anmerkungen                              |
| ---- | ----- | --- | --- | --- | --- | ---------------------------------------- |
| 2001 | Modjo | DE30 (4 Wo.)DE | AT41 (2 Wo.)AT | CH13 (9 Wo.)CH | FR21 (7 Wo.)FR | Erstveröffentlichung: 18. September 2001 |

### Singles
| Jahr | Titel Album                  | Höchstplatzierung, Gesamtwochen, AuszeichnungChartplatzierungen (Jahr, Titel, Album, Platzierungen, Wochen, Auszeichnungen, Anmerkungen) | Höchstplatzierung, Gesamtwochen, AuszeichnungChartplatzierungen (Jahr, Titel, Album, Platzierungen, Wochen, Auszeichnungen, Anmerkungen) | Höchstplatzierung, Gesamtwochen, AuszeichnungChartplatzierungen (Jahr, Titel, Album, Platzierungen, Wochen, Auszeichnungen, Anmerkungen) | Höchstplatzierung, Gesamtwochen, AuszeichnungChartplatzierungen (Jahr, Titel, Album, Platzierungen, Wochen, Auszeichnungen, Anmerkungen) | Höchstplatzierung, Gesamtwochen, AuszeichnungChartplatzierungen (Jahr, Titel, Album, Platzierungen, Wochen, Auszeichnungen, Anmerkungen) | Höchstplatzierung, Gesamtwochen, AuszeichnungChartplatzierungen (Jahr, Titel, Album, Platzierungen, Wochen, Auszeichnungen, Anmerkungen) | Anmerkungen                                               |
| Jahr | Titel Album                  | DE | AT | CH | UK | US | FR | Anmerkungen                                               |
| ---- | ---------------------------- | --- | --- | --- | --- | --- | --- | --------------------------------------------------------- |
| 2000 | Lady (Hear Me Tonight) Modjo | DE2 Gold · (16 Wo.)DE | AT8 (18 Wo.)AT | CH1 Platin · (40 Wo.)CH | UK1 Platin (Polydor) + Platin (Modjo Music) · (26 Wo.)UK                                                                                 | US81 (19 Wo.)US | FR7 Gold · (37 Wo.)FR | Erstveröffentlichung: 19. Juni 2000 Verkäufe: + 2.034.000 |
| 2001 | Chillin’ Modjo               | DE38 (7 Wo.)DE | AT56 (6 Wo.)AT | CH10 (15 Wo.)CH | UK12 (15 Wo.)UK | — | FR44 (12 Wo.)FR | Erstveröffentlichung: 2. April 2001                       |
| 2001 | What I Mean Modjo            | DE67 (3 Wo.)DE | AT64 (3 Wo.)AT | CH17 (11 Wo.)CH | UK59 (2 Wo.)UK | — | FR88 (1 Wo.)FR | Erstveröffentlichung: September 2001                      |
| 2002 | No More Tears Modjo          | — | — | CH91 (1 Wo.)CH | — | — | — | Erstveröffentlichung: April 2002                          |

Weitere Singles
- 2002: On Fire
- 2002: Remixed
- 2004: The Remixes

## Auszeichnungen für Musikverkäufe
| Goldene Schallplatte - Australien - 2000: für die Single Lady (Hear Me Tonight) - Belgien - 2000: für die Single Lady (Hear Me Tonight) - Dänemark - 2001: für die Single Lady (Hear Me Tonight) - 2023: für die Single Lady (Hear Me Tonight) - Neuseeland - 2000: für die Single Lady (Hear Me Tonight) | Platin-Schallplatte - Italien - 2024: für die Single Lady (Hear Me Tonight) - Spanien - 2025: für die Single Lady (Hear Me Tonight) |

Anmerkung: Auszeichnungen in Ländern aus den Charttabellen bzw. Chartboxen sind in ebendiesen zu finden.
| Land/RegionAuszeichnungen für Musikverkäufe (Land/Region, Auszeichnungen, Verkäufe, Quellen) | Gold     | Platin     | Verkäufe  | Quellen             |
| -------------------------------------------------------------------------------------------- | -------- | ---------- | --------- | ------------------- |
| Australien (ARIA)                                                                            | Gold1    | —          | 35.000    | aria.com.au         |
| Belgien (BRMA)                                                                               | Gold1    | —          | 25.000    | ultratop.be         |
| Dänemark (IFPI)                                                                              | 2× Gold2 | —          | 55.000    | ifpi.dk             |
| Deutschland (BVMI)                                                                           | Gold1    | —          | 250.000   | musikindustrie.de   |
| Frankreich (SNEP)                                                                            | Gold1    | —          | 250.000   | infodisc.fr         |
| Italien (FIMI)                                                                               | —        | Platin1    | 100.000   | fimi.it             |
| Neuseeland (RMNZ)                                                                            | Gold1    | —          | 7.500     | Einzelnachweise     |
| Schweiz (IFPI)                                                                               | —        | Platin1    | 50.000    | hitparade.ch        |
| Spanien (Promusicae)                                                                         | —        | Platin1    | 60.000    | elportaldemusica.es |
| Vereinigtes Königreich (BPI)                                                                 | —        | 2× Platin2 | 1.200.000 | bpi.co.uk           |
| Insgesamt                                                                                    | 7× Gold7 | 5× Platin5 |           |                     |

## Künstlerauszeichnungen
- Dance Music Award
  - 2000: in der Kategorie „Bester Newcomer“